# Любишня (гора)
Любишня — гора в Черногории и Республике Сербской. Её высота составляет 2238 метров над уровнем моря. На горе находятся массивы хвойных лесов. Зимой снегопады зачастую отрезают от остального мира села и хутора, располагающиеся на горе. На её склонах также находятся шахтерский поселок Шула и рудник по добыче олова и цинка «Шупља Стијена».
В 30 километрах от Любишни находится город Плевля.
Согласно легенде, своё название гора получила благодаря герцеговинскому феодалу Степану Вукчичу Косаче, который отправился в Плевлю за невестой для своего сына. На горе он влюбился в местную девушку, в результате чего она получила название Любишня.

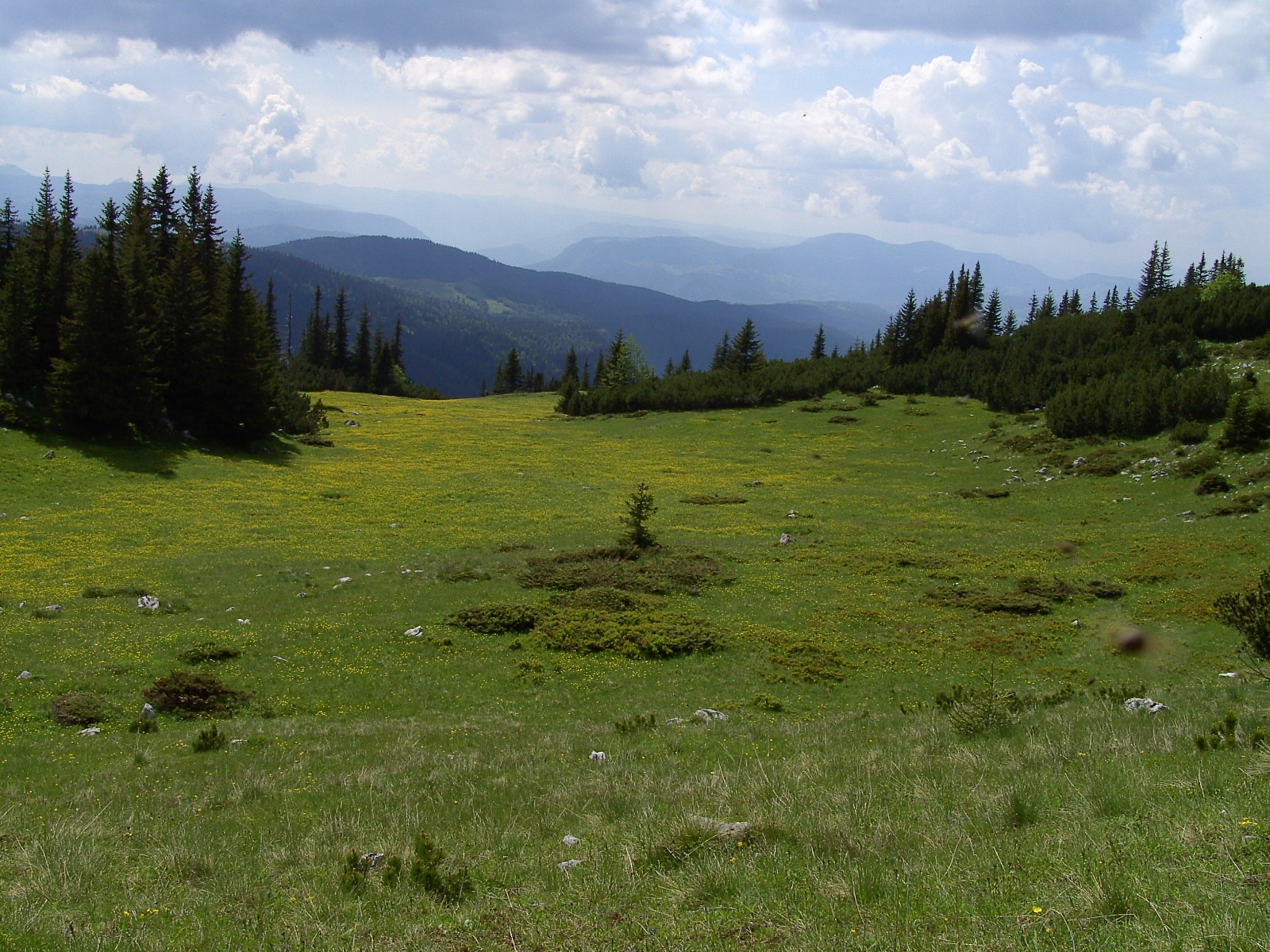
Лес на вершине горы
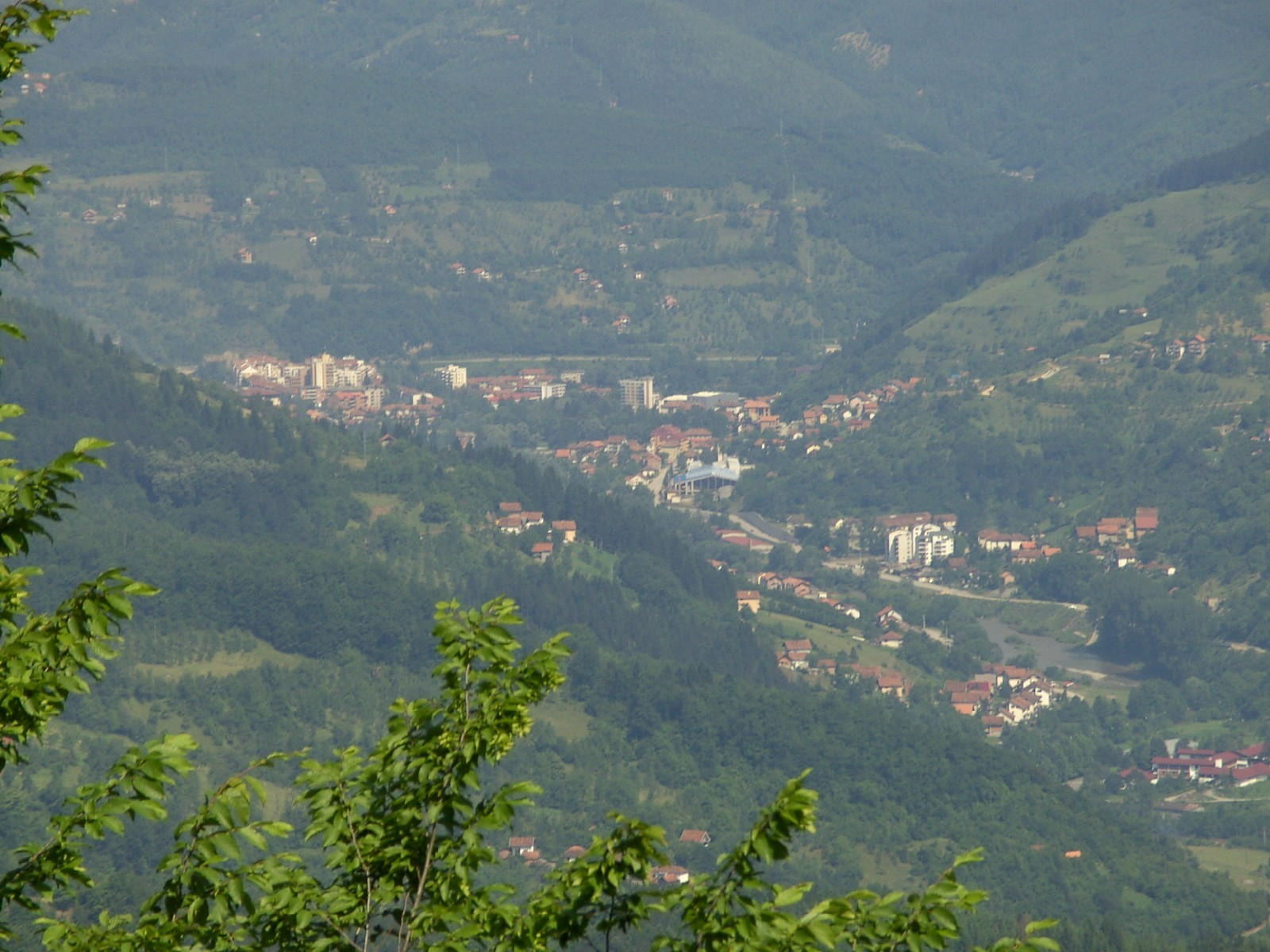
Панорама Фочи, вид с Любишни
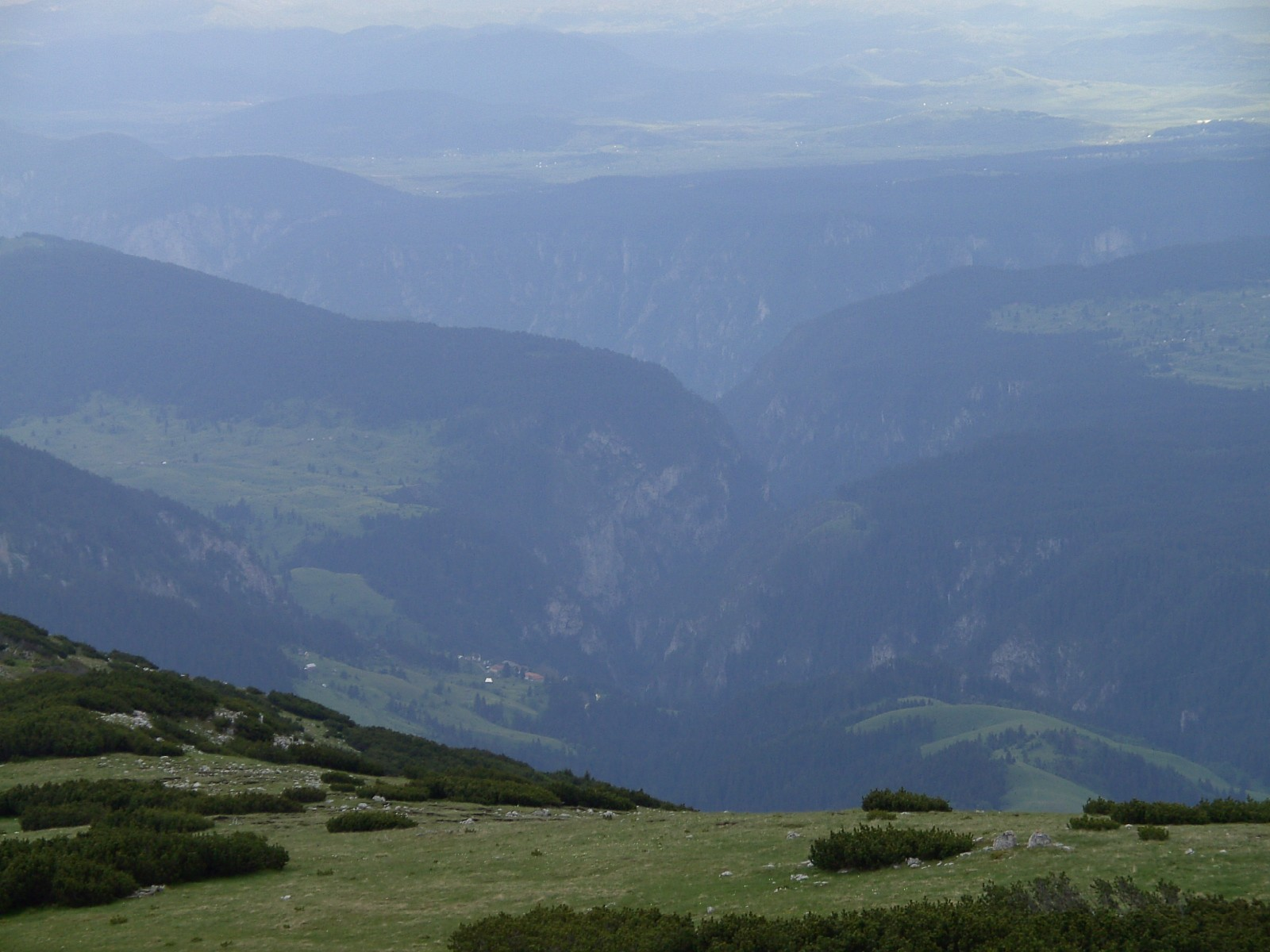
Панорама каньона Тары, вид с Любишни